# Miguel Ángel Sandoval Vásquez
Miguel Ángel Sandoval (Ciudad de Guatemala, septiembre de 1946) es un sociólogo, escritor y dirigente político guatemalteco.

## Biografía
Realizó estudios de sociología en la Escuela de Altos Estudios en Ciencias Sociales de París. Al regresar a Guatemala, fue uno de los integrantes iniciales del Ejército Guerrillero de los Pobres (EGP) en 1972, como combatiente del Frente Urbano Otto René Castillo que operaba en la Ciudad de Guatemala. En 1980, se incorporó a la Dirección Nacional del EGP. A partir de 1987, fue miembro de la Comisión Política Diplomática de la Unidad Revolucionaria Nacional Guatemalteca (URNG), como parte del esfuerzo unitario de las organizaciones armadas de izquierda.
Después de la firma del Acuerdo de Paz Firme y Duradera, fue uno de los dirigentes del proceso de transformación de la insurgencia en partido político. Fue candidato presidencial de la URNG-MAIZ en las elecciones de 2007, en las que obtuvo el décimo lugar.
En 2015, volvió a aspirar a la presidencia con el respaldo de la alianza formada por la URNG y el movimiento indígena Winaq, teniendo como compañero de fórmula al dirigente garífuna Mario Ellington. En esta oportunidad, logró el decimoprimer lugar en la votación.
Es autor de los libros "El Sueño de la Paz" y "De Iximché a Iximché: El recorrido reciente de las luchas indígenas".